# ORAM
ORAM is een historisch merk van motorfietsen.
ORAM stond voor: Officine Ricostruzione Automobilie e Motocicli. 
Italiaans merk dat in 1949 een 125 cc motorfiets leverde. 